# Corporação da Internet para Atribuição de Nomes e Números

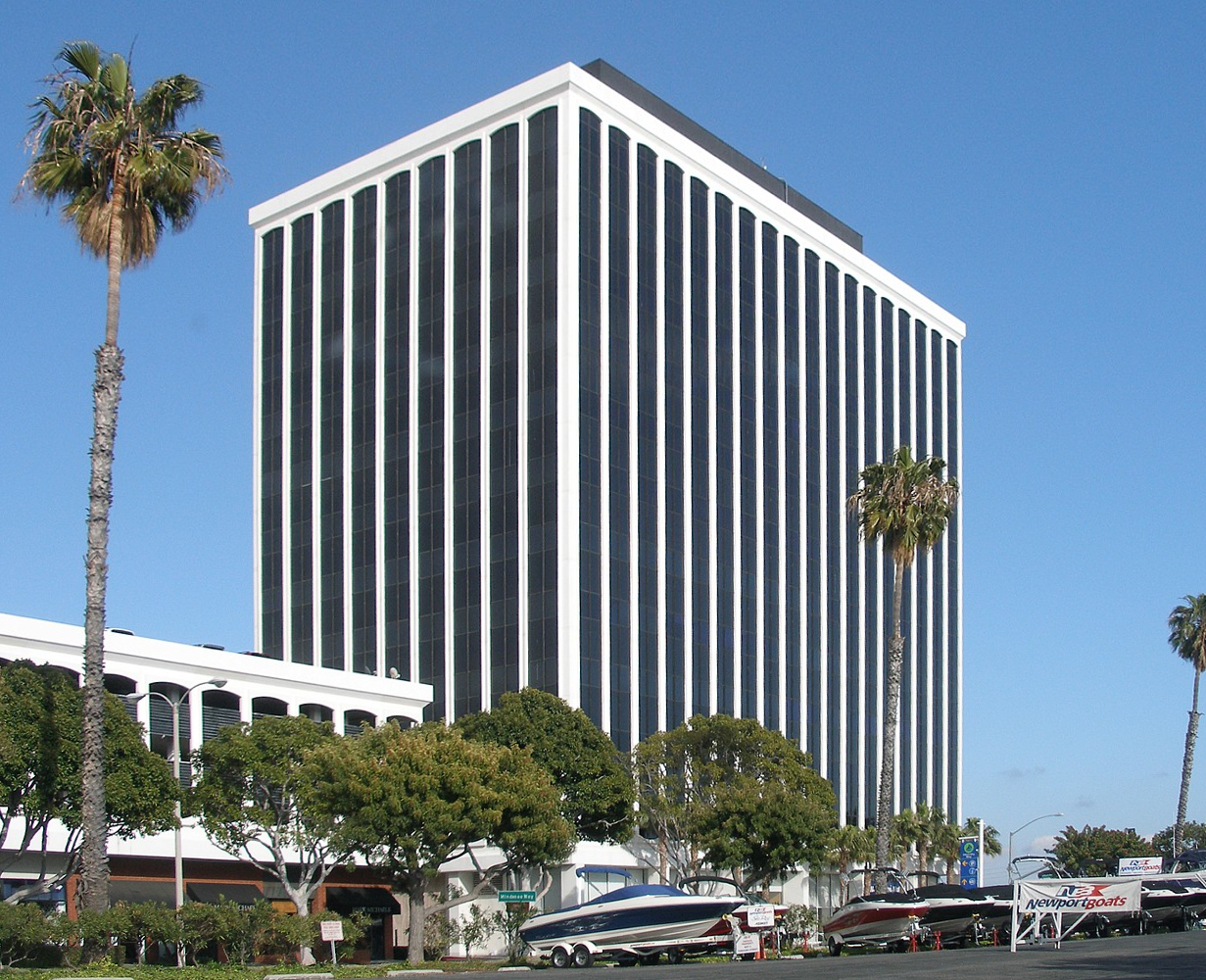
Sede da ICANN em USC ISI

ICANN (Internet Corporation for Assigned Names and Numbers), em português "corporação da internet para atribuição de nomes e números", é uma organização global multissetorial sem fins lucrativos, com sede nos Estados Unidos da América. A ICANN é responsável por coordenar a alocação e manutenção do conjunto de endereços do Protocolo da Internet (IPv4 e IPv6), por meio da atribuição de identificadores de protocolo, pela administração do sistema de nomes de domínio de primeiro nível genéricos (gTLDs) e dos códigos de países (ccTLDs), além de exercer o gerenciamento do sistema de servidores-raiz, no âmbito da função da IANA - Internet Assigned Numbers Authority ("Autoridade para Atribuição de Números da Internet").
A ICANN foi fundada por Jon Postel em 18 de setembro de 1998, com sede na Marina del Rey e originalmente subordinada ao governo dos Estados Unidos da América, por meio de um contrato com a Administração Nacional de Telecomunicações e Informações do Departamento de Comércio dos EUA. O contrato expirou em 1º de outubro de 2016 e as funções da IANA foram, então, transferidas formalmente para a comunidade global multissetorial. Atualmente os escritórios da ICANN ficam no bairro Playa Vista, em Los Angeles.
Os princípios básicos de operação da ICANN têm sido descritos como ajudar a preservar a estabilidade operacional da Internet; a promover competição; alcançar ampla representação da comunidade global da Internet, e desenvolver políticas de forma adequada à sua missão através de processos baseados em consentimento.
Seu atual presidente, desde 5 de dezembro de 2024, é Kurt Erik Lindqvist, ex-CEO da London Internet Exchange. Já teve como presidentes Fadi Chehadé (desde 22 de julho de 2012), Rod Beckstrom, Steve Crocker e Peter Dengate Thrush.

## Estrutura
Atualmente, a ICANN é organizada formalmente como uma corporação sem fins lucrativos com interesses "públicos e de caridade". Ela é gerenciada por um conselho de 16 diretores, dos quais 8 são selecionados por um Comitê Seletivo, no qual todos as áreas que a compõe são representadas, seis são representantes das organizações que lhe dão suporte, um é representante de uma organização At-Large, e por fim, o CEO, que é escolhido pelo conselho.
Atualmente, três organizações dão suporte à ICANN. A Generic Names Supporting Organization (GNSO) cuida da parte política da criação de top-level domains genéricos (gTLDs). A Country Code Names Supporting Organization (ccNSO) cuida da parte política da criação de country-code top-level domains (ccTLDs). A Address Supporting Organization (ASO) cuida da parte política da criação de endereços de IP.
A ICANN também confia a comitês consultivos os conselhos sobre o interesse e necessidades dos envolvidos que não participam diretamente das Organizações que lhe dão suporte. Isso inclui o Governmental Advisory Committee (GAC), que é composto por representantes de vários governos do mundo inteiro. O At-Large Advisory Committee (ALAC) é composto por representantes de organizações de usuários individuais espalhados pelo mundo. O Root Server System Advisory Committee (RSSAC) provê conselhos na operação do sistema de servidores raíz do DNS. O Security and Stability Advisory Committee (SSAC), composto por especialistas em Internet que estudam problemas de segurança, também estão envolvidos. O Technical Liaison Group (TLG) é composto por representantes de outras organizações técnicas internacionais que tem foco, ao menos parcial, na Internet, que também tem interesse em aconselhar a ICANN.

## Decisões e ações
Desde a sua criação em 1998, como parte de suas responsabilidades, a ICANN toma e implementa decisões que afetam a segurança e a distribuição de recursos da infraestrutura da Internet. Dentre as suas principais decisões e ações, destacam-se:
- Introduziu a concorrência de mercado para registros de nomes de domínio genéricos (gTLDs), o que levou a uma redução de custos de 80% nos nomes de domínio e para as empresas e consumidores representa uma economia de mais de US$ 1 bilhão por ano em taxas de registro de domínios.[carece de fontes?]

- Implementou uma política uniforme para disputas por nomes de domínio (UDRP), que já foi usada para resolver mais de 5 mil conflitos quanto aos direitos sobre nomes de domínio. A UDRP foi criada para ser eficiente e econômica.

- Ao trabalhar em coordenação com as comunidades técnicas apropriadas e as partes envolvidas, a ICANN adotou diretrizes para a introdução dos nomes de domínio internacionalizados (IDNs), abrindo o caminho para o registro de domínios em centenas de idiomas diferentes.

- Entre 2005 e 2006, foram lançados mais quatro novos domínios de topo patrocinados (.cat, .jobs, .mobi e .travel). No momento, a Generic Names Supporting Organization (GNSO) da ICANN está desenvolvendo recomendações de normas para a introdução de outros  gTLDs.

- Em resposta a dúvidas da comunidade sobre privacidade e acessibilidade, a ICANN está promovendo vários workshops sobre o serviço Whois, a base de dados pública de cadastros de nomes de domínio.

- Com o desenvolvimento do IPv6, o novo protocolo para atribuição de números para endereços IP, a ICANN continua seu trabalho para manter a interoperabilidade global da rede.

## Críticas
Apesar de gerir um recurso utilizado por todo o planeta, a ICANN segue subordinada a um departamento de estado dos Estados Unidos da América. Muitos países vem pressionando os EUA a admitir uma gestão compartilhada da organização.
Mais recentemente, a abertura de novos domínios de topo vem causando polêmica entre empresas, organizações de segurança e ativistas da internet, por aumentar o custo da proteção de marcas, facilitar golpes virtuais e permitir uma promoção desigual da identidade ligada ao poder econômico.